# ران هیوئیت
ران هیوئیت (انگلیسی: Ron Hewitt; ۲۱ ژوئن ۱۹۲۸ – ۲۳ سپتامبر ۲۰۰۱) بازیکن فوتبال اهل ولز بود.
از باشگاه‌هایی که در آن بازی کرده‌است می‌توان به باشگاه فوتبال ورکسام، باشگاه فوتبال کاونتری سیتی، باشگاه فوتبال چستر سیتی، باشگاه فوتبال کاردیف سیتی، باشگاه فوتبال ویتون آلبیون، باشگاه فوتبال هرفورد یونایتد، باشگاه فوتبال والسال، باشگاه فوتبال ولورهمپتون واندررز، باشگاه فوتبال کونگلتون تاون، باشگاه فوتبال نورتویچ ویکتوریا، و باشگاه فوتبال دارلینگتون اشاره کرد.
وی همچنین در تیم ملی فوتبال ولز بازی کرده‌است.